# Зыбин, Александр Сергеевич
Александр Сергеевич Зыбин (20 марта 1951, Нижегородская область, СССР — 4 ноября 2010, Лос-Анджелес, США) — советский и российский яхтсмен, двукратный чемпион мира 1978 и 1980 годов в классе «Торнадо», Заслуженный мастер спорта СССР (1978), чемпион Европы 1984 года в классе «Звёздный», участник двух Олимпийских игр: 1980, 1988; шестикратный чемпион СССР по парусному спорту.

## Биография
Карьеру профессионального гонщика начал после службы в армии в 1973 году, в Таллине, в спортивном обществе «Калев» в качестве шкотового в экипаже Айна Померанца.
Позднее перешёл в клуб ЦСК ВМФ.
В 1978 году в экипаже Виктора Потапова на катамаране «Торнадо» завоевал титул чемпиона мира в Уэймуте, Великобритания.
В 1980 году повторно с Потаповым стал чемпионом мира в этом классе в Окленде (Новая Зеландия), причём спортсмены выступали на арендованной лодке.
С 1981 года перешёл в класс килевых яхт «Звёздный», где был шкотовым в экипажах Валентина Манкина, Андрея Балашова, Гурама Биганишвили, Виктора Соловьёва.
Победитель регаты Дружба-84 в Таллине в классе «Звёздный» вместе с рулевым Гурамом Биганишвили.
Дважды выступал на летних Олимпийских играх
- 1980, «Торнадо»[англ.], четвёртое место с Виктором Потаповым
- 1988, «Звёздный»[англ.], восьмое место с Виктором Соловьёвым[5]

В 2005 году защитил диссертацию на звание кандидата педагогических наук.
Скончался в Лос-Анджелесе, США, в 2010 году после онкологического заболевания.

## Семья
- Сын — Зыбин Александр (родился в 1984 году).